# Mispila rufula
Mispila rufula là một loài bọ cánh cứng trong họ Cerambycidae.